# Église Sainte-Jeanne-d'Arc de Meudon
L'église Sainte-Jeanne-d'Arc est un lieu de culte catholique situé rue de la Belgique à Meudon.

## Histoire
Cette église fut construite en 1926 par l'architecte Jacques Droz pour la société l'Avenir immobilier.

## Description
Cette église est la réplique de la chapelle du Village français à l'Exposition des Arts Décoratifs à Paris, en 1925.

## Paroisse
En 2019, Monseigneur Matthieu Rougé, évêque du diocèse de Nanterre, a mis cette église à la disposition de la paroisse orthodoxe Saint-Jean-le-Théologien. Le mobilier liturgique a été influencé par cette spiritualité. Voir son site